# モンスターズ・ユニバーシティ
『モンスターズ・ユニバーシティ』（原題：Monsters University）は、2013年公開のアメリカ合衆国の3Dコンピュータアニメーション映画である。2001年の『モンスターズ・インク』の続編であり、サリーとマイクの大学時代を舞台にした冒険を描いている（事実上の前日譚）。略称は「MU」。
劇場公開時にはサーシャ・アンセルド監督の短編アニメーション『ブルー・アンブレラ』が併映された。

## あらすじ
多種多様なモンスターの暮らすモンスターワールド。彼らの生活に欠かせないエネルギーは、人間の子供の悲鳴が源となっており、大企業モンスターズ・インク（MI）では日夜、怖がらせ屋のモンスターが子供たちを怖がらせていた。
緑色の小柄なモンスターマイクは、幼いころ、見た目が怖くないのを理由に同級生から邪険にされていた。ある日、学校の授業でMIの見学にやって来たマイクは、怖がらせ屋フランク・マッケイを追いかけて子供の部屋へ侵入してしまう。間近でフランクの勇姿を拝み、さらに彼から「君がついて来たのに気づかなかった」と怖がらせ屋の素質を讃えられたのをきっかけに、怖がらせ屋になるのを決意する。それからマイクは勉強に勉強を重ね、フランクの出身校であるモンスターズ・ユニバーシティ（MU）へ入学を決める。モンスターたちが様々なクラブを運営し、賑わうMU。とりわけマイクが在籍する怖がらせ学部には、怖がらせることに自信を持つモンスターで溢れていた。自身の努力で身につけた知識や技量に自信づくマイクは、ルームメイトのランドールと共に初めての授業へ臨む。学部には、著名な怖がらせ屋を代々輩出するサリバン家のエリートモンスターサリーがいた。屈強な体と唸り声という自らの才能に慢心するサリーは、何かにつけて努力家のマイクを「才能がないから努力するのだろう」と馬鹿にした。サリーは学期当初から周囲の賞賛を浴び、学内最大の怖がらせ屋ジョニーが率いるフラタニティロアー・オメガ・ロアー（ROR）へルーキーとして加入した。これに憤慨したマイクは、学期末の試験へ向けて猛勉強に励む。最初は才能あふれるサリーが評価されていたものの、やがてマイクの方が良好な成績を収め、まっとうな評価を受けるのだった。
そして学期末試験がやってきた。試験は怖がらせシミュレーターを使った実技であった。試験の順番待ち中、マイクとサリーは小競り合いの末に、伝説の怖がらせ屋ハードスクラブル学長の記念悲鳴ボンベを誤って壊してしまう。マイクは「勉強では身につかない才能を持っていない」、サリーは「才能はあるが技量がまるでない」と見限られ、共に怖がらせ学部から追い出されてしまう。他学科へ転入させられ消沈するマイクと、マイクへの逆恨みで燃えるサリー。サリーはRORからも追放されてしまい、その穴には密かに評価を高めていたランドールが入った。そんな時、マイクはMUの伝統行事「怖がらせ大会」のチラシを見つける。大会はその名の通り、クラブ毎に出場し最も恐ろしい怖がらせ屋志望の生徒を決めるものであった。マイクは怖がらせ学部の落伍者が集うフラタニティウーズマカッパ（OK）を率い、学長相手に「大会で優勝すればクラブ全員を怖がらせ学部へ復帰させる。負ければマイクがMUを退学する」という賭けを持ちかけるが、出場に必要なメンバーが後ひとり足りない。そこへ、賭けの内容に旨味を見つけたサリーが加入を宣言し、晴れて出場権を得た。
OKのメンバーはいずれも落ちこぼれで、大会は前途多難であった。1回戦は罠だらけの暗闇での障害物競走。OKはグループ全員のゴールが叶わずビリになってしまうが、反則を犯したチームがいたために辛くも次へ進出する。2回戦の舞台は図書館。巨大な図書館長の目を逃れながら旗を奪取するというもの。ここでも最下位になりかけるが、手に吸盤のあるドン・カールトン、非常に気配の薄いスクイシー、行動の読めないアート、ダンスで気を引く2つ頭のペリー兄弟。それぞれが個性を発揮して何とか3回戦進出を果たす。勝利に興奮するOKの面々は、大会を勝ち進んだクラブによるパーティーに招待されるが、そこで優勝候補RORのリーダージョニーの罠にはまり学校中の笑いものにされてしまう。「お前たちは本物の怖がらせ屋にはなれない、郵便係がお似合いだ」と告げられ、彼らを見返そうとするマイクだが、サリーはメンバーの素質のなさに絶望し、カールトンたちは意気消沈してしまう。そこで、マイクは彼らを連れて「本物の怖がらせ屋」が集うモンスターズインクへ侵入する。怖がらせ屋として働くモンスターたちを眺め、その姿には共通点がなく、それぞれが自分だけの個性を活かしているのを目の当たりにしたメンバーは息を吹き返す。共通の趣味があったことでマイクとサリーは自分達の考えが間違っていたと反省し、大会へ向けて協力し合いながら努力しようと決意する。
OKは大会への準備を着々と進める。全員が基礎的な努力を共に積みチームワークを強めていった。さらにそれぞれの個性を競技に活かすことにも注力した。マイクによる指導の末、サリーはこれまで怠けていた技術を洗練し、カールトンは吸盤を活かした壁や天井の移動、スクイシーは気配を消すこと、アートは意表を突く力、ペリー兄弟はミスディレクションに目覚めた。その結果、準々決勝の迷路、準決勝の屋敷でのかくれんぼはRORに次ぐ2位でそれぞれ勝ち抜けた。次第にOKを支持する学生たちも増え、いよいよRORとOKの一騎打ちとなった。最高難易度に設定された怖がらせシミュレーターを使用した団体戦。OKの1番手カールトンは洗練された天井の移動を活かしてリードを勝ち取る。2番手のペリー兄弟は真正面から2つの頭で驚かせる手法で、高得点を出したRORに食らいつく。3番手のスクイシーは姿を見せても察知されないほど押し殺した気配を用いて見事な怖がらせを披露するが、RORに若干のリードを許す。アートは柔軟な体で障害物を避け思わぬところから驚かせるが、RORとの差を若干広めてしまう。5番手はサリー、その相手はランドールであった。サリーはマイクとの鍛錬ですっかり磨かれた恐ろしい唸り声を上げ、戦中最大のスコアを叩き出す。サリーの唸り声に圧されたランドールはシミュレーション中にミスを犯しスコアは振るわなかった。これでスコアは同点になった。ランドールは失態に憤慨しサリーに対して強烈な敵意を燃やすのだった。大将戦はマイクとジョニー。ジョニーがサリーを上回るスコアを叩き出す。勝利はマイクの結果次第。マイクが繰り出した唸り声は、シミュレーターのスコアの最大値に及ぶものだった。これによってOKの優勝が決まった。
勝利の余韻に浸るマイクは、冗談で競技に使用した怖がらせシミュレーターに軽く吠える。するとそのスコアが先程同様最高スコアに達した。不審に思ったマイクが調べると、シミュレーターの難易度が最低難易度に設定されていた。実はサリーがマイクに恥をかかせないため、競技中に細工したのだった。自分には怖がらせ屋の実力がないと認められないマイクは、人間の世界へ通じるドアの研究室へ立てこもり、未完成のドアを用いて子供が眠る部屋へ侵入する。自分は怖がらせ屋になれると、実践を以て証明するためだった。ところが、マイクがいくら吠えても子供は怖がらなかった。しかも、その部屋はひとり部屋ではなく、キャンプへ訪れた十数人の子供たちが眠る部屋へ通じていた。マイクが問題を起こしたために研究室は学長によって閉鎖される。マイクを救うべく、サリーは包囲網をかいくぐって人間の世界へ押し入る。人の手から逃げ延びるうちに消沈したマイクを見つけたサリーは、自分の非を侘びる。怖がらせる才能がないと嘆くマイクに対して、自分が人の評価を気にして、失敗に怯える怖がりであると明かす。これまで口に出さなかった秘密を共有したふたりだったが、再び警官に追われる。ドアからモンスターワールドへ戻ろうとするものの、子供がモンスターワールドへ入るのを恐れた学長によってドアの電源が切られ、出入りは不能となっていた。そこでマイクは、ふたりを追う警官たちを驚かし、悲鳴をあげさせてドアを開こうと提案する。悲鳴がエネルギーとなってこちらがわからドアを開けると確信していたマイクは、簡単には怖がらない大人を相手取るために、部屋へ多数のドアを張る。ポルターガイストに近いその罠によって警官たちは動揺する。最後はマイクが彼らを転ばせ、サリーが腹の底から出した大声で吠えた。警官たちが上げた悲鳴の量たるや、実験室に保管されていた多数のエネルギーボンベを埋め、さらに漏れ出すほど莫大な量であった。尋常でない状況は人間だけでなく、モンスターワールドでドアを監視していた学長すら恐怖に陥らせるほどだった。マイクとサリーはドアへ飛び込み、直後、エネルギー量に耐えきれずにドアは大爆発した。その直後、研究室に子供検疫局（CDA）の局員が押入り、ふたりを連れて行った。
事件からしばらく経ち、サリーは大会でのイカサマ、マイクはドアの一件によってMUを退学させられることとなった。学長に実力を認められたOKの4人は怖がらせ学部への復帰を許されていた。彼らとの別れ際、マイクは「皆みたいな怖いやつは見たことない」と仲間たちの健闘を祈った。サリーとの別れ際、マイクは彼から「お前はちっとも怖くないが、怖いもの知らずだ」と賞賛される。さらに後を追ってきた学長からも「怖がらせ学部にはあなたたちのような個性的な人物が必要だ。これからも皆を驚かせてくれ」と激励を受ける。学長が去った後、マイクは彼女から渡された新聞に載せられてあったモンスターズ・インクの郵便係募集要項に目をつける。大いなる野望を抱き、マイクとサリーはそこへアルバイトとして入り、成果を見せてのし上がってやろうと企む。ふたりは郵便係、清掃係、社員食堂係、ボンベ倉庫係を転々とし、その度に仕事場の記録を打ち立てた。そんな下積みの末、サリーは怖がらせ屋の有望新人として雇われ、マイクはそのアシスタントに昇進した。怖がらせ屋の仕事初日、マイクは子供の時以来、再び絶叫フロアへ足を踏み入れた。

## 登場人物
マイク・ワゾウスキ（マイク）
本作の主人公。見かけは一つ目に、黄緑のボールから手足が生えたような体つき。
幼い頃から『モンスターズ・インク』で怖がらせ屋として働くのが夢で、努力を重ねモンスターズ・ユニバーシティの怖がらせ学部に合格した。体が小さく恐ろしさに欠ける分、勉強やトレーニングは誰よりも努力するひたむきな性格。一方で自身の頭脳に過信するあまり協調性に欠けている部分があったが、仲間達と『モンスターズ・インク』に潜入したことでその事に気づき、サリーとも協力するようになる。学生証は背の低さで頭と角しか写っていない。幼少期は小さい体が災いしてか影が薄く、同年代の子供から疎まれていた。
前作ではサリーの名サポート役として登場するが、そこに至るまでの苦悩と挫折が描かれる。また、人を笑わせることは得意であり、後に笑わせ屋として大成する布石が描かれ、『モンスターズ・インク』で活躍する夢を叶えた。本名はロッカーに貼られた新聞記事に記されている。
特別予告編では寝ている時にサリーにミラーボールにされ、最終的には吊り下げられた。
ジェームズ・P・サリバン（サリー）
本作の準主人公。巨大な体に2本の角、紫斑点のある水色と青緑の毛むくじゃらの姿が特徴。
怖がらせ学部の1年生。怖がらせ屋の名家の出身で、自分の才能にあぐらをかく自信家である。そのため、当初は努力することが嫌いで、授業でも徐々に先生とは対立するようになり、努力家のマイクとも事あるごとに衝突していたが、大会に向けての数々のやり取りを通して徐々に信頼関係を築いていく。また、本人曰くおっかなく振舞っているが本質は気弱で天才家系ゆえにそのプレッシャーに苦悩していたことをマイクに告白した。
前作では怖がらせ屋として登場。マイクと名コンビを組む。
特別予告編では寝室に忍び、マイクに鏡を貼り付け、ミラーボールにする悪戯をした。
ランドール・ボッグス（ランディ）
外見は8本の手足を持つ紫色のトカゲのようなモンスター。度の強い眼鏡をかけている。
怖がらせ学部の1年生でマイクのルームメイト。カメレオンのように体色を周囲の風景と同化させ、まるで消え去ったかのように見せる能力を持つが、服飾品は同化せず、本人はコンプレックスに感じている。気さくで真面目な性格だが、一方で上昇志向が強く、一目置かれる存在になるためには努力を惜しまない。
前作では怖がらせ屋として登場。社長・ウォーターヌースに唆され、サリーを出し抜こうと悪事を働いた結果、サリーとマイクによってモンスター界を追放された。本作の時点ではまだ悪役の面影はないが、ある時点でロアー・オメガ・ロアーの一員となりマイクと距離を置き、彼らと過ごしているうち、一緒になって、かつてのルームメイトであったマイク達に嫌がらせをするなど現在の意地の悪い性格になり、後に怖がらせ大会で隣のシミュレータールームでサリーの脅かしの衝撃により、自分のルームが揺れて怖がらせることに失敗。それをきっかけに、彼をライバル視する布石となる出来事が描かれている。

### ウーズマ・カッパ (OK)
ドン・カールトン
勤勉真面目な「社会人学生」。元々セールスマンだったが、経済的に苦しくなりスキル取得のためMUに入学する。セールススキルで囮を買って出、サリーのマイク救助に貢献する。コンピュータ科学部。手が吸盤なので壁や天井に張り付くことができる。ウーズマ・カッパの部長。
スコット・スクイブルス（スクイシー）
肌色の肌をした五つ目のモンスターでサリーとマイクの1学年上の2年生であり恥ずかしがりやで影が薄く気づかれないことが多いが後にそれを生かすようになる。優しく物静かな性格。昔は怖がらせ屋になる夢を持っていた。ウーズマ・カッパの寮は彼の実家を利用している。学部は不明。
アート
足が長く紫の毛むくじゃら姿が特徴なモンスター。能天気で天然な性格で飄々した言動が特徴的で、素性は全て謎。予想外の戦法で相手を打ち負かす実力を持つ。ニュー・エイジ哲学部。刑務所に入っていた過去を持つ。
ペリー兄弟（テリとテリー）
一つの体で合体している双子の一つ目モンスター兄弟。背が低い方が弟のテリ、背が高い方が兄のテリー。性格は正反対で、口喧嘩が絶えないが後にチームワークの大切さを知り、協力し合うようになった。テリはダンス学部で、テリーは英語学部。

### ロアー・オメガ・ロアー (ROR)
卒業後はハビエル以外は全員モンスターズ・インクとは別の会社の怖がらせ屋になっている。
ジョニー・ワシントン
大企業「フィアー・コーポレーション」の御曹司である大きな角の芽えたモンスター。全権を握る王のようにメンバーを統括する。小さな体のマイクのことを馬鹿にする。サリーに愛想良く接していたが、成績が芳しくなくなった様子から態度が変わり、サリーが試験不合格になってからは、掌を返したように冷たく接するようになる。もちろんロアー・オメガ・ロアーに来ることも拒絶した。パーティーに来たウーズマ・カッパの面々によりユニバーシティの新聞広告、Tシャツやマグカップなどにプリントして屈辱的な一面を晒すことを募金活動と称して嫌がらせをするも、最終的に大会では打ち負かされる。その後サリーを見直してチームに再歓迎するが断られ、トロフィーを手渡される。
チェット・アレキサンダー
一つ目のカニのような姿をしたモンスター。見下す相手を馬鹿にし、ジョニーには何でも頷くイエスマン。
ハビエル・リオス
四つ目と触覚を持ったモンスター。
レジー・ジェイコブス
毬藻のような緑色の体に三つ目が生えたモンスター。
チップ・ゴフ
団子鼻とバイソンのような角を持つ屈強なモンスター。

### パイソン・ニュー・カッパ (PNK)
スタイルの良い三つ目のモンスター。全員顔がそっくりで六つ子のよう。威嚇時には三つ目が真っ赤に光り、キャリーは口からは火を吐く。
ロアー・オメガ・ロアーと共謀したのか、パーティを開くことをウーズマ・カッパたちに伝えに来た。
キャリー・ウィリアムス
ターコイズ色の肌とピンク色の髪。
ナオミ・ジャクソン
紫色の肌と紫色の髪。
ヘザー・オルソン
青色の肌と紫色の髪。
クリスタル・デュ・ボイス
紫色の肌と赤色の髪。
ブリトニー・デイヴィス
ピンク色の肌と赤色の髪。
テイラー・ホルブルック
紫色の肌とピンク色の髪。

### ジョーズ・シータ・カイ (JOX)
怖がらせ大会では違反行為をしたために、一回戦で全員退場してしまう。
ロイ・“ビッグレッド”・オグロウラハン
真っ赤な丸い巨体と大きな口、アンテナのように生えた二つ目を持つモンスター。
ダーク・プラット
毛で覆われた黄色く丸い体と長く鋭い牙を持つモンスター。髪型はオレンジのモヒカン。
バボソ・ゴルテガ
ナメクジに似た水色のモンスター。映画の中では唯一、姿を見せていない。
ジョージ・サンダーソン
オレンジ色の毛に覆われた一角モンスター。JOXの中で唯一強面でない。前作ではモンスターズ・インクの怖がらせ屋として登場し、マイクとサリーの同僚だった。
パーシー・ボウルスロー
紫色の丸い体に、太い2本の角と一つ目が特徴のモンスター。
オマール・ハリス
豆のような形をしたオレンジ色の体から大きなコウモリ羽が生えたモンスター。JOXで唯一飛行スキルを持つ。

### スルグマ・スルグマ・カッパ (EEK)
カーラ・デルガード
ピンク色の肌にタコのような触手が特徴のモンスター。
ヴァイオレット・ステスリッキ
紫色の大柄な体に一つ目と曲がった角を持つモンスター。
ドナ・スーフー
蛇のような体のモンスター。頭部は紫色の髪の毛ですっぽり覆われ、顔は見えない。
ブリン・ラーソン
俵型の青い体に三つ目を持つモンスター。特別予告編でも登場した。
マリア・ガルシア
ナメクジのような赤い体に赤い髪が生えたモンスター。
デビー・ガブラー
頭部が水色の毛で覆われ、てっぺんからアンテナのような一つ目が生えたモンスター。

### エータ・ヒス・ヒス (HSS)
ロージー・レヴィン
岩石のような巨体に、尖ったメガネとピアスが付いた太い角が特徴のモンスター。蛇のような舌と唸り声で相手を威嚇する。
ナディア・ペトロフ
暗いピンク色の肌と紫色の髪を持った、三つ目のモンスター。
ソニア・ルイス
タコのような形の水色の体で、黒いミディアムヘアからアンテナのような目が2本生えている。
スーザン・ジェンセン
顔から長い手足が生えた紫色のモンスター。赤と紫のツートーンの髪が特徴。
ロンダ・ボイド
ナメクジに似た体に、触手のような髪がモヒカン型に生えた一つ目モンスター。
ナンシー・キム
クモのような足から長い首と一つ目が生えた灰色のモンスター。

### グリーク・カウンシル
クレア・ウィーラー
グリーク・カウンシル（自治会）の会長を務める、灰色の肌にヒレのような髪をした三つ目の女性モンスター。副会長のブロックとコンビを組み、MUのスポーツ行事「怖がらせ大会」の運営と司会を担う。普段はやる気が低く投げやりだが、大会ではきちんと司会をしている。
ブロック・ピアソン
グリーク・カウンシルの副会長。紫色の屈強な体に鳥のような嘴を持つ男性モンスター。何をするにもいちいち無駄に熱く、しばしばクレアにたしなめられている。

### モンスターズ・ユニバーシティの職員
ディーン・ハードスクラブル学長
MUの学長であり、かつて伝説の怖がらせ屋として活躍した女性モンスター。ドラゴンとムカデを合わせたような姿をしている。怖がらせ学部の部長も兼任し、徹底した実力主義で学生を教育している。モンスターとしては見た目がかわいすぎるマイクと、才能に溺れ努力をろくにしないサリーに対し、「怖がらせ屋にはなれっこない」という残酷な結論を突きつける。最終的には大学を退学させたものの、二人のコンビネーションの高さを認めた。彼女でも、人間の世界からエネルギーが注がれ過ぎて起こったドアの爆発には茫然としていた。
デレク・ナイト教授
怖がらせ学部の初級コース「101教室」を担当している教授。何百人もの入学生のうち、期末試験で合格できるのはごくわずかというスパルタ教育ぶり。
ウィリアム・ブランディワイン教授
悲鳴ボンベのデザイン・歴史担当の教授。話すスピードが遅く、退屈な授業を展開する。バンダイからガシャポン向けに発売された「モンスターズ・ユニバーシティ マスコットコレクション」では、「ボンベ先生」の名称でシークレットレア枠として商品化されている。

### その他のキャラクター
フランク・マッケイ
モンスターズ・インクの職員。マイクやサリーより前の時代に活躍した、怖がらせ屋一のスーパースターの一人。MUの卒業生でもあり、幼いマイクに怖がらせ屋になる夢を与え、「すごいな、いるなんて気づかなかったよ」という彼の言葉がきっかけで、マイクはMUに入学することを決めた。
アール・トンプソン
モンスターズ・インクの職員。マイクやサリーより前の時代に活躍した、怖がらせ屋一のスーパースターの一人。「恐怖の大王」の異名を持っており、最高記録を3年間保持していた。
カーラ・ベニテス
モンスターズ・インクの職員。マイクやサリーより前の時代に活躍した、怖がらせ屋一のスーパースターの一人。鋭利な長い爪が特徴で、「キラー・ネイル」の異名を持っている。
ボブ・ガンダーソン
モンスターズ・インクの職員。マイクやサリーより前の時代に活躍した、怖がらせ屋一のスーパースターの一人。「絶叫キング」の異名を持っており、マイクとサリー曰く「スピードはもう無いけど、テクニックは完璧」だという。
カレン・グレーヴス先生
小学校時代のマイクの担任。なかなか友達のできないマイクを心配している。
ラッセル
マイクの従兄弟で、小学校時代の同級生。ペアを作る際にマイクに誘われるも、最終的には別の同級生とペアを組んだ。
エメット
小学校時代のマイクの同級生。大きな丸眼鏡がトレードマーク。マイクが絶叫フロアの中に立ち入ったことを報告した。
シェリー・スクイブルス
スコットの母親。明るくお茶目な肝っ玉母さんで、ウーズマ・カッパのメンバーたちを優しく見守る。かわいらしい見かけに似合わず、デスメタル好き。後にドン・カールトンと婚約。
アーチー
角を生やした子豚の姿をした6本足の生き物。MUのライバル校である「フィアーテック大学」のマスコットで、劇中ではサリーによって寮に連れ込まれている。
スラッグ
黄色いナメクジモンスター。講義を受けるため這って必死に移動するも、ほとんど前に進んでない。
スタッフロール後、えんやっと教室に到着したが、とっくに講義は終わっていたことを清掃員から聞き、必死に帰って行った。

### 前作からのキャラクター
ロズ
前作モンスターズ・インクでクローゼットの扉の鍵を管理する管理人だったが、前作、本作ともに終盤にて人間の子供による脅威を排除する保健局CDAの職員であったことが判明する（ただし本作ではチョッキではなく、全身防護服を着用していた為、この頃はまだボスではないと思われる）。
CDA
モンスター界の保健局。合図番号は「2319」。前作では事件の捜査に必死であったが、本作でもハードスクラブルの通報により、人間界へ入り込んだマイクとサリーの捜索に必死だった。
イエティ
前作では人間界に永久追放されていたが、本作では終盤にモンスターズ・インクの郵便係の職員として登場する。また郵便物を勝手に開くと追放されるとマイク達に忠告する場面があり、前作で彼が追放された原因と思われる節がある。
イエティの声優（英語版）を務めるジョン・ラッツェンバーガーはピクサー作品には欠かせない声優となっているが、1980年代のTVドラマ『チアーズ』にラッツェンバーガーは郵便局員として出演しており、本作のイエティはそのオマージュなのではないかという説がある。
ヘンリー・J・ウォーターヌースIII世
モンスターズ・インクの社長で前作の『ディズニー・ヴィランズ』。写真のみの登場だが、ラストに怖がらせ屋となったサリー、そのアシスタントとなったマイクと握手している。以前は髪とヒゲがあったことが発覚した。
セリア
前作におけるマイクのガールフレンド。本作では名前と写真しか登場しないが、マイクは入社後に電話番号を受け取っている。

## モンスターズ・ユニバーシティの世界

### サークル
MUには個性的なサークルが数多く存在し、物語の重要な部分を担っている。アメリカの大学の伝統的なサークル文化フラタニティとソロリティがモチーフになっており、ギリシャ文字をベースにしたサークル名もそこに由来する（実在のものとは違い、アルファベットも含む他、読み方もモンスター風にアレンジされている）。サークル独自の儀式やしきたりなど、フラタニティ文化を象徴するシーンも物語の随所に登場する。
ウーズマ・カッパ（ΟΚ／Oozma Kappa）
通称オーケー（OK）。お世辞にも怖いとは言えない上にどこか間の抜けた面々ばかりが集う、のほほんとした雰囲気のサークル。事あるごとにMUの学生たちから笑いものにされている。メンバーの一人スクイシーの実家をクラブハウスとして使っている。
ロアー・オメガ・ロアー（RΩR／Roar Omega Roar）
通称ロアー（ROR）。MU随一のエリート集団。優秀な怖がらせ能力を持つ者しか入ることができない。また、一度入っても学期試験などで実力を発揮・維持できなければたちまち追放されてしまう。その歴史は深く、著名な怖がらせ屋を多数輩出している。学内では一目置かれる存在で、豪華なクラブハウスを所有する。
パイソン・ニュー・カッパ（PΝΚ／Python Nu Kappa）
通称ピンク（PNK）。チアガール風の衣装をまとった女子学生のサークル。普段はとてもキュートなイメージだが、怖がらせ大会になると恐ろしく豹変する。6つ子のようにそっくりな容貌をしている。
ジョーズ・シータ・カイ（JΘX／Jaws Theta Chi）
通称ジョックス（JOX）。筋力と体力が自慢の大柄な男子学生が集うサークル。知性には乏しく、ライバルを打ち負かすためには手段を選ばない卑怯な一面もある。前作にも登場するジョージ・サンダーソンが所属している。
スルグマ・スルグマ・カッパ（ΣΣΚ／Slugma Slugma Kappa）
通称イーク（EEK）。アスリート系の女子学生で構成されたサークル。チームワークがとても強い。日々運動中心の活発な怖がらせトレーニングを重ねるこのサークルの加入試験は、トライアスロンである。
エータ・ヒス・ヒス（ΗSS／Eta Hiss Hiss）
通称ヒス（HSS）。ゴス＆エモ系女子学生が集うサークル。その鋭い眼光とミステリアスなオーラは威圧感十分。ハードスクラブル学長をOGに持ち、MU開学当時から続く名門である。
グリーク・カウンシル（GRΣΣK COUNCIL）
MUに在籍するサークルを取りまとめる自治会的な組織。怖がらせ大会の実行委員会も兼ね備える。

## キャスト
| 役名                                 | 役名                                 | 原語版                                  | 日本語吹替版                     |
| ------------------------------------ | ------------------------------------ | --------------------------------------- | -------------------------------- |
| マイク・ワゾウスキ                   | 青年期・成人期                       | ビリー・クリスタル                      | 田中裕二 （爆笑問題）            |
| マイク・ワゾウスキ                   | 少年期                               | ノア・ジョンストン                      | 佐藤和太                         |
| ジェームズ・P・サリバン（サリー）    | ジェームズ・P・サリバン（サリー）    | ジョン・グッドマン                      | 石塚英彦 （ホンジャマカ）        |
| ランドール・ボッグス（ランディ）     | ランドール・ボッグス（ランディ）     | スティーブ・ブシェミ                    | 青山穣                           |
| ディーン・ハードスクラブル学長       | ディーン・ハードスクラブル学長       | ヘレン・ミレン                          | 一柳みる                         |
| スコット・スクイブルス（スクイシー） | スコット・スクイブルス（スクイシー） | ピーター・ソーン                        | 嶋田翔平                         |
| ドン・カールトン                     | ドン・カールトン                     | ジョエル・マーレイ                      | 宝亀克寿                         |
| テリ・ペリー                         | テリ・ペリー                         | ショーン・ヘイズ                        | 佐藤せつじ                       |
| テリー・ペリー                       | テリー・ペリー                       | デイヴ・フォーリー                      | 花輪英司                         |
| アート                               | アート                               | チャーリー・デイ                        | 姫野惠二                         |
| デレク・ナイト教授                   | デレク・ナイト教授                   | アルフレッド・モリーナ                  | 石住昭彦                         |
| ジョニー・ワーシントン               | ジョニー・ワーシントン               | ネイサン・フィリオン                    | 東地宏樹                         |
| クレア・ウィーラー                   | クレア・ウィーラー                   | オーブリー・プラザ                      | 東條加那子                       |
| ブロック・ピアソン                   | ブロック・ピアソン                   | タイラー・ラビーン                      | 三宅健太                         |
| チェット・アレキサンダー             | チェット・アレキサンダー             | ボビー・モイニハン                      | 田中英樹                         |
| シェリー・スクイブルス               | シェリー・スクイブルス               | ジュリア・スウィーニー                  | 堀越真己                         |
| カレン・グレーブズ先生               | カレン・グレーブズ先生               | ボニー・ハント                          | 柳原可奈子                       |
| フランク・マッケイ                   | フランク・マッケイ                   | ジョン・クラシンスキー                  | 小松史法                         |
| スラッグ                             | スラッグ                             | ビル・ヘイダー                          | 玉木雅士                         |
| レフェリー                           | レフェリー                           | ビル・ヘイダー                          | 多田野曜平                       |
| 会社のツアー・ガイド                 |                                      |                                         | 多田野曜平                       |
| エメット                             | エメット                             | モナ・マーシャル                        |                                  |
| キャリー・ウィリアムス               | キャリー・ウィリアムス               | ベス・ベアーズ                          | 大津愛理                         |
| ロズ                                 | ロズ                                 | ボブ・ピーターソン                      | 磯辺万沙子                       |
| イエティ                             | イエティ                             | ジョン・ラッツェンバーガー              | 立木文彦                         |
| ロイ・“ビッグレッド”・オグロウラハン | ロイ・“ビッグレッド”・オグロウラハン | ジョン・サイガン                        | 関貴昭                           |
| バスの運転手                         | バスの運転手                         | ロリ・アラン                            | 杉浦慶子                         |
| オメガ・ホウルの部長                 | オメガ・ホウルの部長                 | ジェス・ハーネル                        | 朝倉栄介                         |
| パーシー・ボレスワフ                 |                                      | ジェス・ハーネル                        |                                  |
| ウィリアム・ブランディワイン教授     | ウィリアム・ブランディワイン教授     |                                         | 星野充昭                         |
| ジェイ                               | ジェイ                               |                                         | 星野健一                         |
| ケイ                                 | ケイ                                 |                                         | 川島悠美                         |
| トレイ                               | トレイ                               |                                         | 綿貫竜之介                       |
| フェイ                               | フェイ                               |                                         | 愛河里花子                       |
| 怖がらせ屋                           | 怖がらせ屋                           |                                         | 西村太佑                         |
| スーパーバイザー                     | スーパーバイザー                     |                                         | 北村謙次                         |
| 男性                                 | 男性                                 |                                         | 山本格                           |
| 弁論部                               | 弁論部                               |                                         | 角田紗里 野一祐子                |
| 天文部                               | 天文部                               |                                         | 石狩勇気                         |
| 女子大生                             | 女子大生                             |                                         | 八百屋杏                         |
| 男子大生                             | 男子大生                             |                                         | 遠藤純平 宮本崇弘                |
| マルチアイモンスター                 | マルチアイモンスター                 |                                         | 後藤ヒロキ                       |
| 出場選手                             | 出場選手                             |                                         | 志田有彩 宗川めぐみ まつだ志緒理 |
| ティーン                             | ティーン                             |                                         | 畠中祐                           |
| 会社職員                             | 会社職員                             |                                         | 佐々木優子                       |
| 司書                                 |                                      |                                         | 佐々木優子                       |
| 子供                                 | 子供                                 | モンセ・ヘルナンデス タイリー・ブラウン |                                  |

## トリビア
- 前作「モンスターズ・インク」に出ていたロズは人間の子供による脅威を排除する保健局CDAの職員、イエティは郵便局職員、ジョージはジョーズ・シータ・カイというグループのメンバーとして、カメオ出演している。

- 前作「モンスターズ・インク」でのランドールの名言は「It's the Winds of Change」（聞こえる？風向きの変わる音）だが、今作でも登場している。マイクとランドール寮の部屋、ランドールのベッドの側の壁に「Winds of Change」と書かれたポスターが張ってある。

- マイクが入学、退学など節目になる一歩を踏み出すときは、必ず左足から。

- マイク役の田中裕二、サリー役の石塚英彦は本作に関係するイベントや番宣ではそれぞれのキャラクターをイメージした衣装を着用して登場した。

- 全てのピクサー作品に登場するピザプラネットのデリバリーバン「GYOZAバン」は最初のハウスパーティの外に駐車されている。

## キャッチコピー
「誰だって、子供の頃の夢がある。難しいのは、その夢を持ち続けること…。」
「モンスターよ、大志を抱け。」

## MovieNEX
2013年11月20日にMovieNEXの第1弾として発売。
今までに発売されたソフトと違い、Blu-ray Disc、DVDは勿論、クラウドに対応したデジタルコピーや購入者限定の特典を収録。

## 評価

### 批評家の反応
2013年9月20日時点でRotten Tomatoesでは175件のレビューで支持率は78％、平均点は10点中6.8点となっている。またMetacriticでは41件のレビューで加重平均値は65/100となっている。

### 受賞
また、2013年に開催されたハリウッド映画祭において、アニメーション映画賞を受賞し、作品賞にもノミネートされた。

## テレビ放映
| 回数 | 放送局     | 放送枠         | 放送日        | 放送時間      | 放送分数 | 吹替版     | 視聴率 | 備考                                                                                                |
| ---- | ---------- | -------------- | ------------- | ------------- | -------- | ---------- | ------ | --------------------------------------------------------------------------------------------------- |
| 1    | フジテレビ | 土曜プレミアム | 2016年3月12日 | 21:00 - 23:10 | 130分    | 劇場公開版 | 10.0%  | 前日の11日に同局の『金曜プレミアム』で『モンスターズ・インク』を放送した後の2夜連続での放送となる。 |
| 2    | フジテレビ | 金曜プレミアム | 2018年3月16日 | 19:57 - 21:55 | 117分    | 劇場公開版 | 6.9%   | ピクサー制作の映画「リメンバー・ミー」の封切り日に合わせての放送。                                  |

- 視聴率はビデオリサーチ調べ、関東地区・世帯・リアルタイム。

ディズニー・チャンネルでは、2016年6月17日にチャンネル初登場として放映された。